# Twyfelfontein
Twyfelfontein (afrikansko pomeni negotov izvir), uradno znan kot |Ui-ǁAis (v damarščini in kojkojščini pomeni skakajoča vodna kotanja), je prostor starih kamnitih poslikav v regiji Kunene na severozahodu Namibije. V dolini je izvir, obkrožen s peščenjakovimi pobočji mizaste gore, ki prejme zelo malo padavin in ima širok razpon dnevnih temperatur.
Območje je bilo naseljeno že pred 6000 leti, najprej z lovci in nabiralci, nato s kojkojskimi pastirji. Obe etnični skupini sta jo uporabljali kot kraj čaščenja in izvajanje šamanističnih ritualov. Med obredi je bilo ustvarjenih najmanj 2500 kamnitih rezbarij, pa tudi nekaj skalnih slik. Tu je eno največjih nahajališč skalnih petroglifov v Afriki in je od leta 2007 na Unescovem seznamu svetovne dediščine v Namibiji.

## Zgodovina
Dolina Twyfelfontein je bila poseljena v kameni dobi z lovci in nabiralci s kamenodobno skupino wiltonske kulture že pred približno 6000 leti. Naredili so večino gravur in verjetno tudi vse slike. Pred 2000 do 2500 leti so Kojkoji, etnična skupina, povezana s Sani (Bušmani), zasedli dolino, ki je bila znana pod imenom Damara/Nama |Ui-ǁAis (skakajoča vodna kotanja). Kojkoji so bili mojstri kamnite umetnosti, ki se lahko jasno razlikuje od starejših gravur. 
Evropejci so to območje naselili po drugi svetovni vojni, ko je huda suša povzročila, da so se beli afrikansko govoreči kmetje (Buri) naselili tu. Vlada apartheida je pozneje ustanovila kmetije kot del Odendaalovega načrta in Twyfelfontein je postal del bantustana Damaraland. Beli priseljenci so prostor zapustili leta 1965.
Topograf Reinhard Maack, ki je odkril  Belo damo – skalno sliko na Brandbergu, je poročal o kamnitih gravurah leta 1921.  Podrobnejša raziskava je bila opravljena šele po tem, ko je David Levin leta 1947 proučil možnosti kmetovanja. Ponovno je odkril izvir, a se je boril, da je dobil dovolj vode za ohranjanje svoje družine in svoje črede. Počasi je postal obseden z dvomi o izviru in afrikansko govoreči prijatelj ga je v šali začel klicati David Twyfelfontein (Davidov dvomljivi izvir). Ko je Levin leta 1948 kupil zemljišče in vpisal kmetijo, ji je dal ime Twyfelfontein.  Čeprav se običajno prevaja kot dvomljivi izvir, je natančnejši prevod besede twyfel "vprašljiv" ali "negotov". 
Leta 1950 je znanstveno raziskavo skalne umetnosti začel Ernst Rudolph Scherz, ki je opisal več kot 2500 skalnih gravur na 212 peščenjakovih ploščah. Predvidevajo, da je več kot 5000 posameznih prizorov. 

## Kraj in opis
Twyfelfontein leži v dolini Huab pod goro Etjo, v južni namibijski regiji Kunene, na območju, prej znanem kot Damaraland. Skale z umetniškimi deli so v dolini in na pobočjih iz peščenjaka v gorah, ki jo obdajajo.  Podzemni vodonosnik na neprepustni plasti skrilavcev vzdržuje izvir v tem sicer zelo suhem prostoru.  Ime Twyfelfontein se nanaša na sam izvir, dolino in tudi na širše območje, na katerem so turistične znamenitosti: skalne gravure, orgelske cevi (bazaltni stebri), gore Burnt, krater Doros in okamneli gozd.  Kraj svetovne dediščine pokriva območje skalnih gravur. 
Območje je prehodno območje med polpuščavo, savano in deželo grmičevja. Ima manj kot 150 mm padavin letno. Dnevne temperature se spreminjajo od 10 do 28 °C v zimskem mesecu juliju in od 21 do 35 °C v poletnem mesecu novembru.
Twyfelfontein leži 20 km južno od glavne ceste C39 iz Sesfonteina do Khorixasa. Od tam je povezan s cesto D3214. Twyfelfontein Country Lodge ima makadamsko pristajalno stezo. Prenočišča, kamp, center za obiskovalce in večino drugih turističnih objektov upravlja skupno podjetje lastnikov nastanitev in Twyfelfontein-Uibasen Conservancy. Območje skalne umetnosti je razdeljeno v 14 manjših območij, ki jih je uvedel Scherz pri svojem prvem pregledu na kraju samem, in se še vedno uporablja za opis krajev umetniških del v Twyfelfonteinu:
| Številka kraja | Ime                              | Koordinate                                    | Vsebina |
| -------------- | -------------------------------- | --------------------------------------------- | --- |
| 1              | Severni prostor za slovesnosti   | 20°33′53″S 14°21′52″E / 20.56472°S 14.36444°E | - 65 gravur - 2 veliki žirafi s finim polnilom |
| 2              | Prostor za slovesnosti           | 20°34′15″S 14°22′11″E / 20.57083°S 14.36972°E | - več kot 175 gravur - jama s skalnimi slikami - redke gravure rok |
| 3              | Sedem plošč                      | 20°34′27″S 14°22′38″E / 20.57417°S 14.37722°E | - 150–175 gravur - 2 prekrivajoči gravuri - 4-prstno človeško stopalo in skupina staršev in otroka                                                                                                 |
| 4              | Sedem plošč – osamelec           | 20°34′35″S 14°22′34″E / 20.57639°S 14.37611°E | - 2 žirafi v odličnem stanju - grobo delo, mogoče šakal |
| 5              | Bloki kamnov na polju            | 20°34′45″S 14°22′23″E / 20.57917°S 14.37306°E | - 40 gravur in 30 risb - 18 človeških figur v različnih položajih - rogati kudu bik z žirafjimi nogami                                                                                             |
| 6              | Twyfelfonteinski glavni kompleks | 20°34′27″S 14°22′38″E / 20.57417°S 14.37722°E | - simbolna skala z geometričnimi poslikavami - skalne slike z rdečim pigmentom |
| 7              | Polje balvanov                   | 20°35′41″S 14°22′21″E / 20.59472°S 14.37250°E | - 120 gravur, čez 200 vdolbin - upodobitev noja, povezanega s konju podobno živaljo s črtkano črto                                                                                                 |
| 8              | Velik dnevni prostor             | 20°35′36″S 14°22′30″E / 20.59333°S 14.37500°E | - 50 skalnih gravur, 43 skalnih slik, 70 kosov geometričnih likov - plešoči kudu ("mitološka žival")                                                                                               |
| 9              | Južni dnevni prostor             | 20°35′50″S 14°22′31″E / 20.59722°S 14.37528°E | - 250 skalnih gravur, 40 kosov geometričnih likov - žirafa s tremi zavitimi črtami, pritrjenimi na glavo - velika plošča s sedečo žirafo                                                           |
| 10             | Desna stran doline               | 20°35′51″S 14°22′30″E / 20.59750°S 14.37500°E | - 75 skalnih gravur na 15 ploščah - levja plošča z levjim možem |
| 11             | Leva stran doline                | 20°35′54″S 14°22′31″E / 20.59833°S 14.37528°E | - 150 skalnih gravur na 30 ploščah, okoli 24 kosov geometričnih likov - opičja plošča z vgravirano in polnjeno človeško figuro - plošča v obliki polmeseca s sedečo žirafo - velik slon in nosorog |
| 12             | Zahodno pobočje hriba            | 20°35′53″S 14°22′29″E / 20.59806°S 14.37472°E | - Carstnova plošča z različnimi polnjenimi gravurami živali |
| 13             | Ob dnu zahodnega pobočja         | 20°35′52″S 14°22′26″E / 20.59778°S 14.37389°E | - 120 gravur na 10 skalnih blokih - skala s številnimi živalskimi odtisi tac in sedem mačjih stopal                                                                                                |
| 14             | Velik poslikan balvan            | 20°35′56″S 14°22′23″E / 20.59889°S 14.37306°E | - 20 gravur in 25 slik v jami, kot viseča struktura - najbolje ohranjene slike v dolini |
| 15             | Velik poslikan balvan osamelec   | 20°35′58″S 14°22′13″E / 20.59944°S 14.37028°E | - gravirana množica z odtisi živalskih tac in vdolbine |

## Umetniško delo
Peščenjakove skale v Twyfelfonteinu so pokrite s tako imenovanim puščavskim lakom, trdo patino rjave ali temnosive barve. Gravure so bile narejene z dletom v to patino in vžgane v skalo pod njim. Vdolbine so nastale v tisoč letih. Najstarejše gravure so lahko stare do 10.000 let, zadnja, novejša dela pa najverjetneje s prihodom pastirskih plemen okoli leta 1000. V Twyfelfonteinu je mogoče ločiti tri različne vrste gravur:
- ikonske podobe (slike živali, ljudi in fantazijskih bitij)
- piktograme (geometrična skalna umetnost, kot so krogi, črte iz pik)
- vdolbine za vsakdanjo uporabo (brušene kotanje, družabne igre, gong kamni)

Poleg tega je veliko skalnih slik na 13 različnih krajih z upodobitvami ljudi, pobarvanih v rdečem okru v šestih skalnih votlinah. Podobne skalne slike in kamnite gravure so zelo redke. 
Lovci in nabiralci so izdelali večino ikonskih gravur in verjetno tudi vse slike. Reliefi predstavljajo živali, kot so nosorogi, sloni, noji in žirafe, pa tudi upodobitve človeških in živalskih stopinj. Nekatere figure, najbolj vidna je "levji človek", lev z izjemno dolgim pravokotno upognjenim repom, ki se konča s čopom s šestimi prsti, prikazujejo preobrazbo človeka v žival.  To preoblikovanje in upodobitev živali ter njihovih sledi kaže na podobe kot del šamanističnih obredov. 
Gravure živali, ki prav gotovo nikoli niso živele na tem območju, kot so morski lev, pingvin in morda plamenec, kažejo na to, da bi lahko lovci in nabiralci imeli stike z obalo več kot 100 km proč. Sodobna arheološka raziskava, ki jo je vodil Sven Ouzman, dvomi o teh opisih prvotne Scherzove preiskave in opisuje težko prepoznavno favno kot "čudne živali" – grobo delo živali, morda žirafe, ki se pojavljajo v Twyfelfonteinu. 
Kojkojski pastirji so delali geometrijske podobe, verjetno prikazujejo pastirske skupine. Prav tako so bili ustvarjalci posvetnejših oblik, ki so se uporabljale kot brusne kotanje in igralne plošče. Nekateri od kamnov imajo uporabne oblike, na primer kamni kot gong, ki oddajajo nenavadne zvoke, ko jih udariš.

## Arheologija
Arheološko ime tega kraja je Twyfelfontein 534. Razdeljen je na 15 manjših območij, ki jih je opisal Scherz leta 1975. Predmeti so različno kamnito orodje,  večinoma iz kvarcita. Vrsta in oblika orodja kažeta ne le na uporabo na skali, ampak tudi na lesu in usnju. Umetniška dela, kot so obeski in kroglice iz nojevih lupin, so bili najdeni na več krajih. Od predmetov za vsakodnevno uporabo, kot so oglje in kosti, so bili izkopani tudi neposlikani fragmenti lončenine , ki izvira iz zgodnje dobe kmetovanja in kamenodobne kulture, v kateri so nastale skalne umetnine.
Arheološka vrednost območja ni primerljiva z zbirko skalne umetnosti. Najdbe kljub temu podpirajo šamanističen izvor gravur, saj so bili  najdeni ostanki hrane, kot so kosti majhne antilope, rovke in tudi kuščarjev, ne pa prikazanih velikih vrst. 

## Zaščita in priznanje
15. avgusta 1952 je uprava Jugozahodne Afrike območje razglasila za narodni spomenik. Kljub zgodnjemu prepoznavanju je območje ostalo nevarovano do leta 1986, ko je bilo razglašeno za naravni rezervat. Mnogi petroglifi so poškodovani ali odstranjeni.  Leta 2007 je UNESCO razglasil Twyfelfontein za prvi kraj na seznamu svetovne dediščine v Namibiji. Poleg tega so domačini pustili svoje grafite na peščenjakovih ploščah.
Pod namibijsko upravo je bilo območje zaščiteno v skladu z zakonom o državni dediščini, oddelek 54. Leta 2007 je UNESCO odobril Twyfelfontein kot prvo svetovno dediščino v Namibiji, kot eno največjih nahajališč skalnih petroglifov v Afriki. Organizacija je ugotovila "usklajen, obsežen in kakovosten zapis obredov, ki se nanašajo na lovske skupnosti [...] več kot najmanj dveh tisočletij" (merilo iii) in "povezave med obrednimi in gospodarskimi praksami v očitno svetem združenju zemljišča, ki meji na vodonosnik" v skladu z merilom V za kulturni kriterij. Twyfelfontein je bil edina svetovna dediščina do leta 2013, ko je bilo na seznam uvrščeno še Namibsko peščeno morje, ki v celoti leži v narodnem parku Namib - Naukluft. 
Za vpis na Unescov seznam je vlada Namibije določila varovalni pas 91,9 km², da bi zaščitila vidna prizorišča. V pasu 0,6 km² je paša omejena in turistični objekti prepovedani. Čeprav se Twyfelfontein šteje kot "splošno nedotaknjen", je Twyfelfontein Country Lodge na območju obredov v varovalnem pasu in Unesco skrbi, da "to resno ogroža celovitost skalnih gravur na tem območju". Pohodna pot dovoljuje obiskovalcem nenadzorovan dostop in videti je, da je speljana preblizu umetninam. Upravljanje območja se je izboljšalo na zahtevo statusa svetovne kulturne dediščine, nenadzorovano pohodništvo obiskovalcev je prepovedano.